# Josef Stier

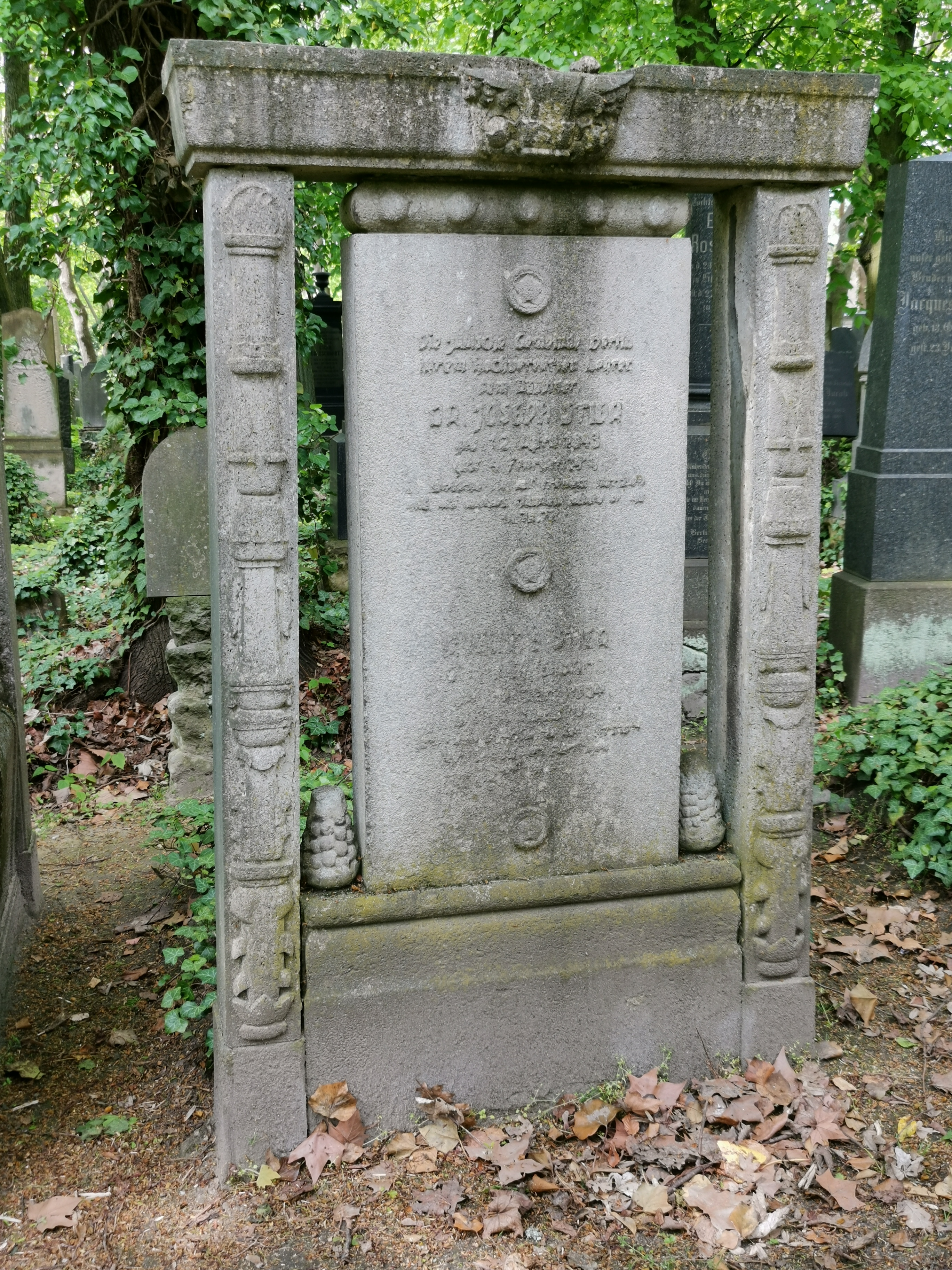
Grab auf dem Jüdischen Friedhof Berlin-Weißensee, Feld G 1

Josef Stier (geboren 12. April 1843 in Neustadt an der Waag, Kaisertum Österreich; gestorben 4. Februar 1919 in Berlin-Wilmersdorf) war ein ungarisch-deutscher Rabbiner und Autor.

## Leben
Josef Stier studierte in Wien, Erlangen und Breslau, wo er 1869 auch promovierte. 1871 wurde er Rabbiner in Steinamanger (Szombathely). Stier wurde später Rabbiner der Neuen Synagoge in der Oranienburger Straße in Berlin (Amtseinführung am 9. Januar 1891). Damit wurde er Nachfolger von Rabbiner Frankl. Später war er auch in der Synagoge in der Rykestraße tätig. Stier war ein beliebter Prediger und Autor mehrerer Bücher. Er ist in einem Ehrengrab auf dem Friedhof der Jüdischen Gemeinde Berlin-Weißensee begraben.
Josef Stier war verheiratet mit Auguste Mendelsohn (1852–1917); einer seiner Söhne war der Rechtsgelehrte Fritz Stier-Somlo.

## Werk
Josef Stier verfasste u. a.
- Franz Deak (1875)
- Festschrift zur Einweihung der Synagoge in Steinamanger (1880)
- Priester und Propheten (Berlin 1884)
- Die Ehre in der Bibel (Berlin 1897)
- Zunz (1893)
- Theismus und Naturforschung in ihrem Verhältnis zur Theologie (Frankfurt 1896)
- Die Ehre in der Bibel (1897)
- Die Ehre im Talmud (1912)